# Anemone polycarpa
Anemone polycarpa là một loài thực vật có hoa trong họ Mao lương. Loài này được W.E.Evans mô tả khoa học đầu tiên năm 1921.